# Emilio Sáez Sánchez
Emilio Sáez Sánchez (Caravaca de la Cruz, Múrcia, 5 de desembre de 1917- Tordesillas (Valladolid), 7 de maig de 1988) va ser un historiador i medievalista. Fou el director de la Institució Milà i Fontanals entre 1974 i 1979, i el vicepresident del CSIC entre 1978 i 1980.

## Biografia
Fill d'Emilio Sáez López, procurador dels tribunals, i Encarnación Sánchez Caparrós, cursà les primeres lletres i el batxillerat al Col·legi Cervantes de Caravaca. Va començar els estudis de Filosofia i Lletres a la Universitat de Múrcia i acaba llicenciant-se a la Universitat Complutense de Madrid el 1940 i doctorant-se en la mateixa universitat el 1948.
Durant la postguerra va donar classes a l'Acadèmia Torres i fou professor ajudant de la Facultat de Filosofia i Letres de Madrid el 1948. Durant 1950 col·laborà amb el Patronat Científic Menéndez Pelayo. Ben aviat es vincula al CSIC, primer com a becari, i des de 1954 com a col·laborador científic, per oposició, participant en l'"Escola d'Estudis Medievals" (EEM).
El 1958 es trasllada a Barcelona per ocupar la càtedra d'Història Medieval que havia guanyat per oposició a la Universitat de Barcelona. Allà, crearà un important grup d'investigació al voltant de la seva Cátedra i Seminari, amb la fundació en 1962 del "Instituto de Historia Medieval de España" en la Universitat de Barcelona, que posteriorment acabaria convertint-se en Departament d'Història Medieval. La tasca de cap del Departament d'Estudis Medievals, integrat a la Institució Milà i Fontanals des de 1964, moment en què es va constituir, fins a 1979, la va compaginar en certs moments amb la seva funció de Secretari de l'esmentada Institució Milà I Fontanals, des de 1968 fins a 1974, i entre 1974 a 1979 en fou el Director. També fou cap de la Unitat Estructural d'Investigació de l'Institut Jerónimo Zurita entre 1979 i 1985, i Vicepresident del CSIC entre 1978 i 1980.
El 1978 retorna a Madrid com a catedràtic d'Història d'Espanya Medieval de la Universitat Complutense de Madrid. Poc després es reincorpora com a col·laborador científic al CSIC, un lloc que ocuparà fins al final dels seus dies.
Fou el cap de la secció de Barcelona de l'"Escola d'Estudis Medievals" (EEM) entre 1964 i 1968, director del Departament d'Estudis Medievals del CSIC el 1964, secretari fundador entre 1968 i 1974 i director entre 1974 i 1979 de la Institució Milà i Fontanals, i durant dos anys, fins a 1980, també exercí el càrrec de vicepresident del CSIC.

## Activitat acadèmica i científica
Més enllà de la seva activitat acadèmica com a professor, fou també un destacat historiador i medievalista, a més de paleògraf.
Sáez fou també el creador, el 1964, i director de la que acabaria convertint-se en una de les revistes científiques d'Història Medieval més prestigioses, en l'àmbit nacional i internacional, l'Anuario de Estudios Medievales i, també, el 1972, de la Miscelanea de Textos Medievales. Va col·laborar, també en altres revistes com l'ADHE, Hispania, Revista Portuguesa de Historia, La Ciudad de Dios, Al-Andalus, Arbor, Revista de Trabajo i Cuadernos de Estudios Gallegos; i fou el fundador de l'editorial "El Albir". Des de la seva condició d'editor i com a destacat medievalista participa en multitud de congressos i reunions científiques arreu del món, a Bucarest, Spoleto, Bari, Niça, Friburg, Moscou, Prato, Roma, San Francisco, Oxford, París i Los Angeles. El 1980 fou el principal impulsor de la Sociedad Española de Estudios Medievales.

## Publicacions
- El Fuero de Coria. Transcripción y fijación del texto (1949)
- Advocaciones religiosas en la Barcelona altomedieval. Siglos IX-XII (1976)
- Repertorio de Medievalismo Hispánico, 1955-1975 (3 vols.) (1976, 1978 i 1983)